# Regenfiguren

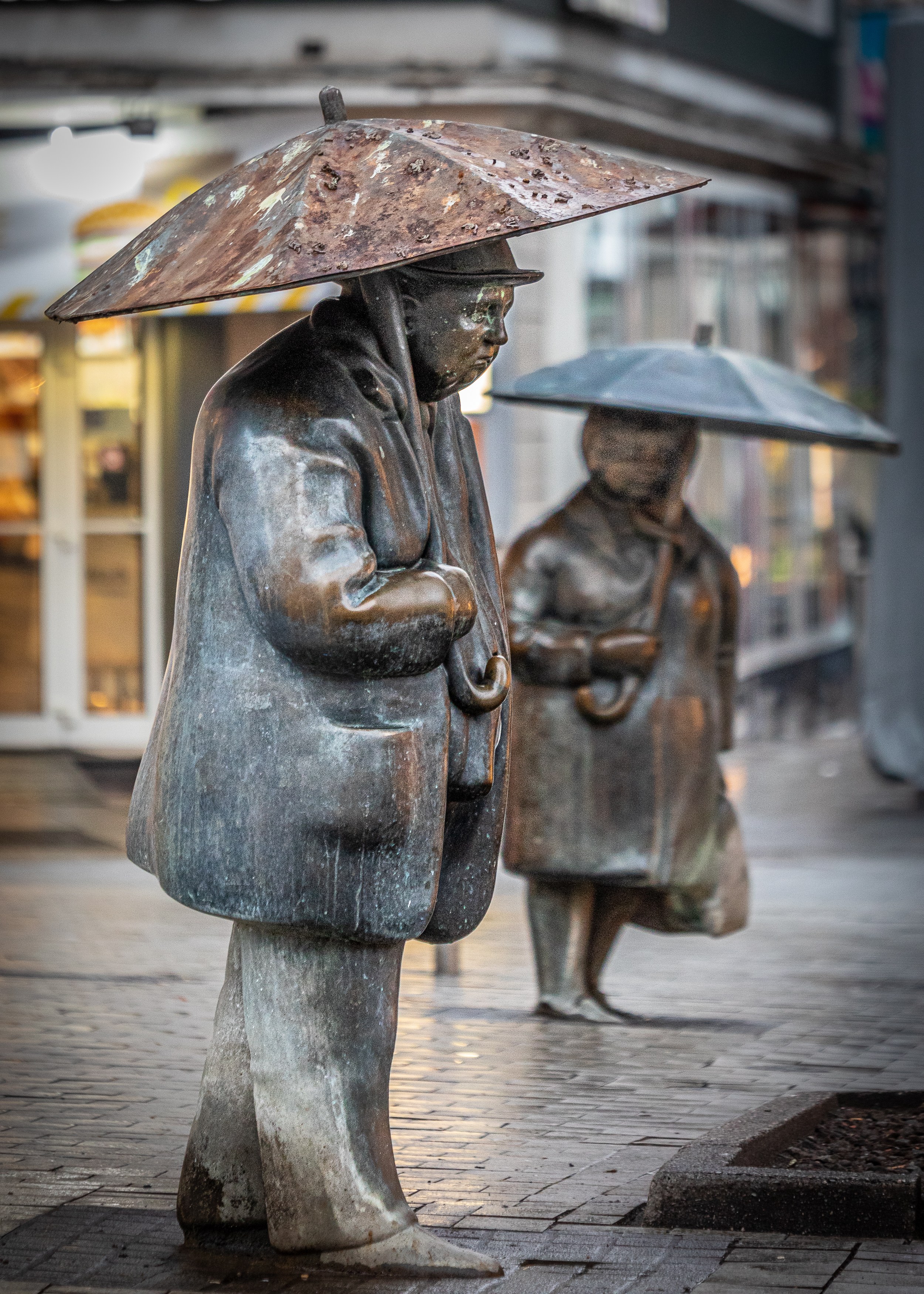
Leute im Regen

Die Regenfiguren in Hannover, auch Mann und Frau im Regen oder schlicht Regenleute genannt, sind zwei von der Bildhauerin Ulrike Enders geschaffene Skulpturen mit Regenschirmen. Die  beiden aus Bronze gegossenen Figuren wurden 1983 im öffentlichen Raum aufgestellt an der Georgstraße Ecke Große Packhofstraße und Andreaestraße.
Die Regenschirmfiguren, eine Frau mit einer Einkaufstasche und ein Mann mit einer Aktentasche, sind zugleich Figuren „am“ Brunnen als auch selbst Spender von Wasser, „vor dem sie sich mit den aufgespannten Schirmen gleichzeitig schützen“: Das Wasser läuft aus der Spitze ihrer Regenschirme, allerdings so spärlich, „daß es kaum einer merkt.“

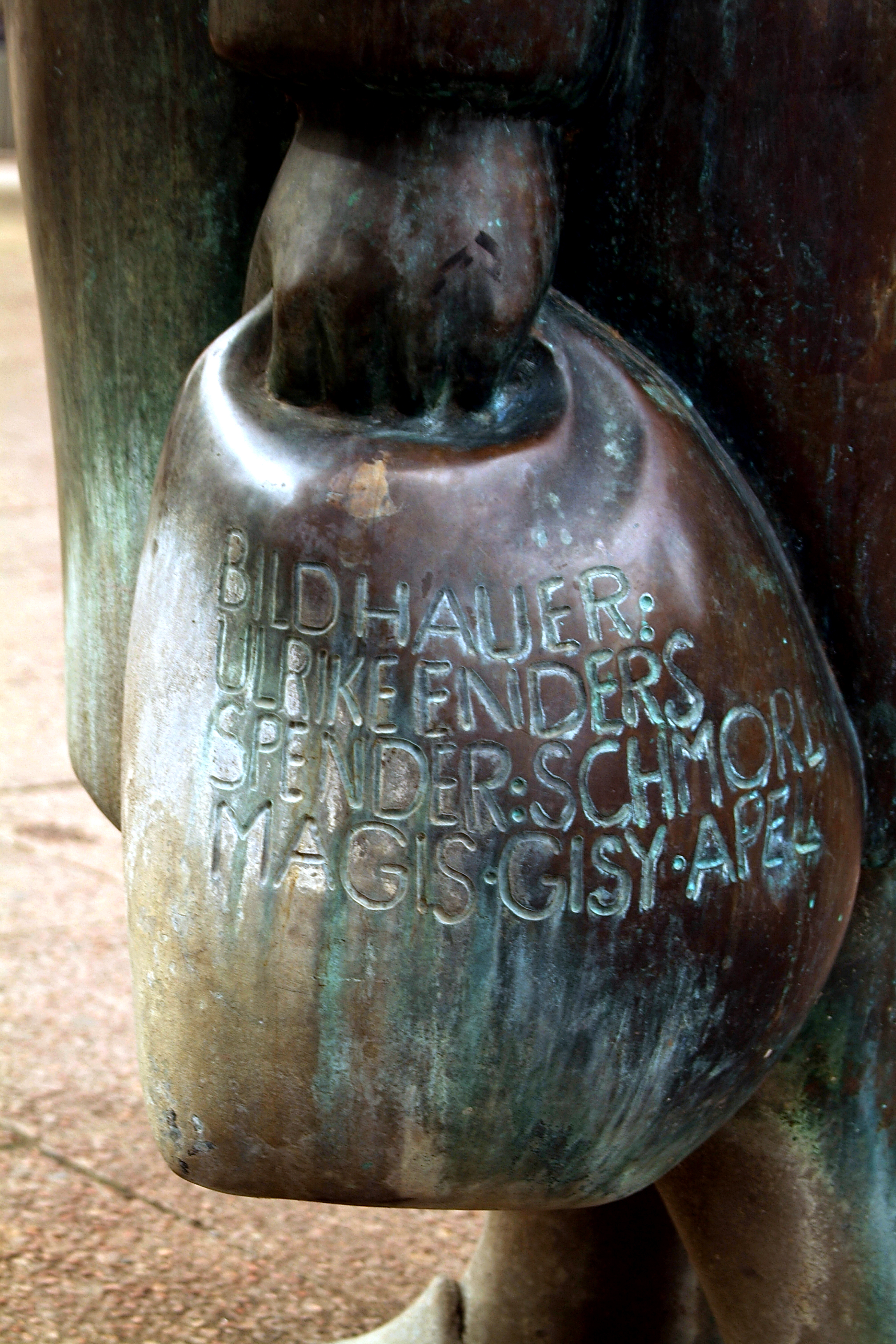
Einkaufstasche der Frau mit den Namen der Spender

Auf der Einkaufstasche der Frau finden sich die Namen der ortsansässigen Geschäfte und Stifter der Skulpturen; die Buchhandlung Schmorl & von Seefeld, das Kaufhaus Magis, das Schuhhaus Gisy und Appel Feinkost.

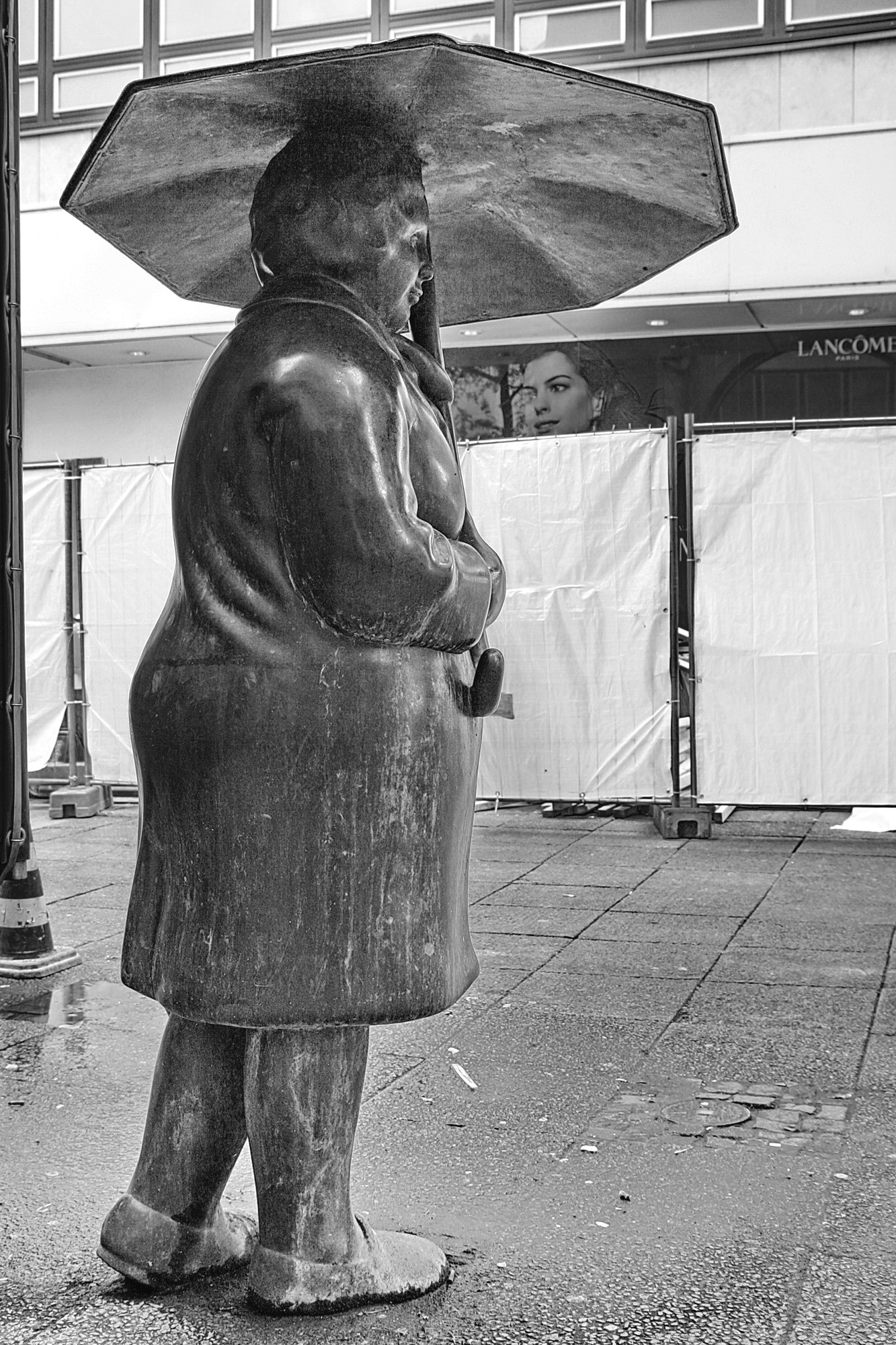
Die Regenfrau
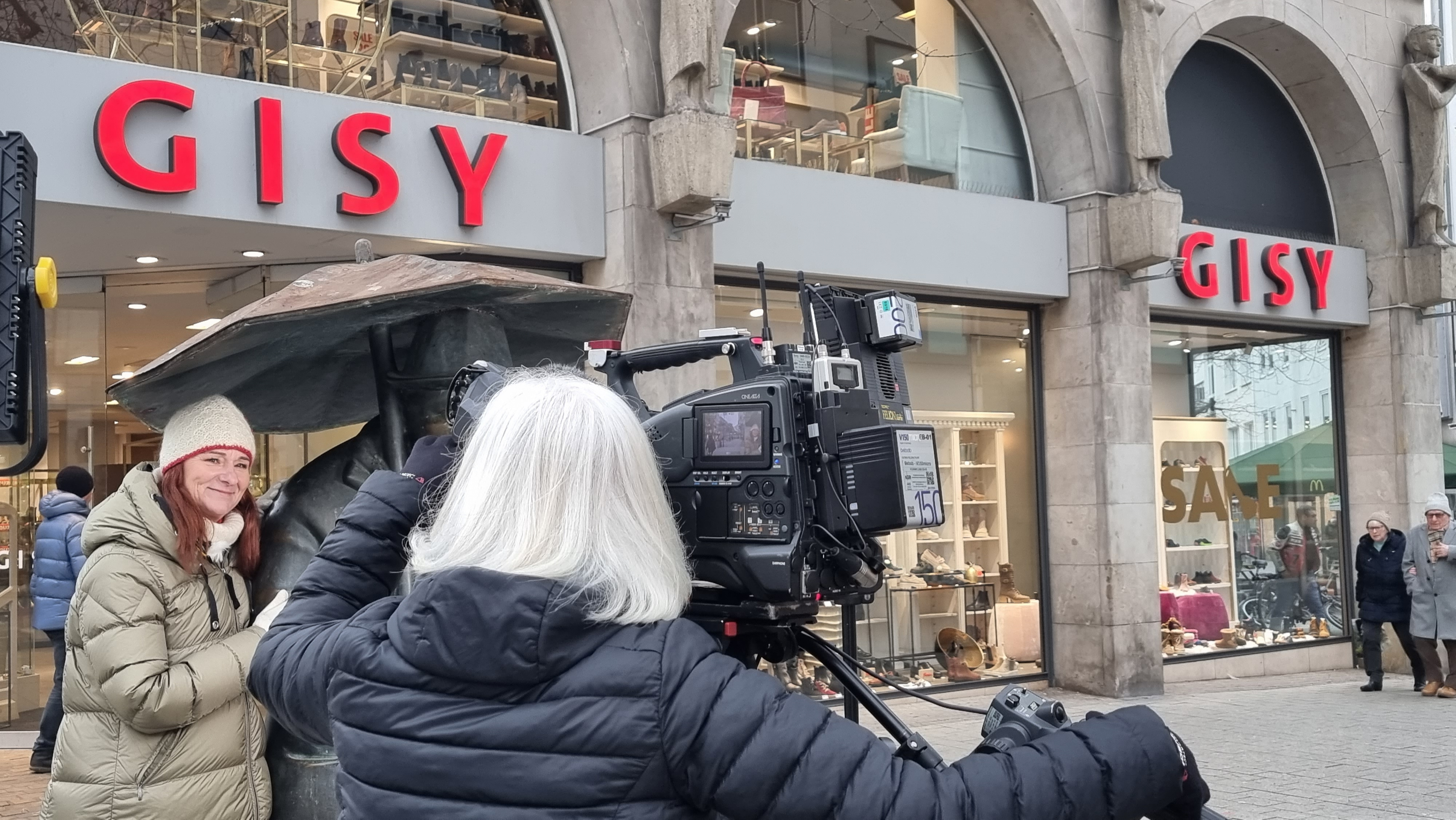
NDR-Fernseh-Moderatorin Nina Mahler 2023 zum 40-jährigen Aufstellungsjubiläum
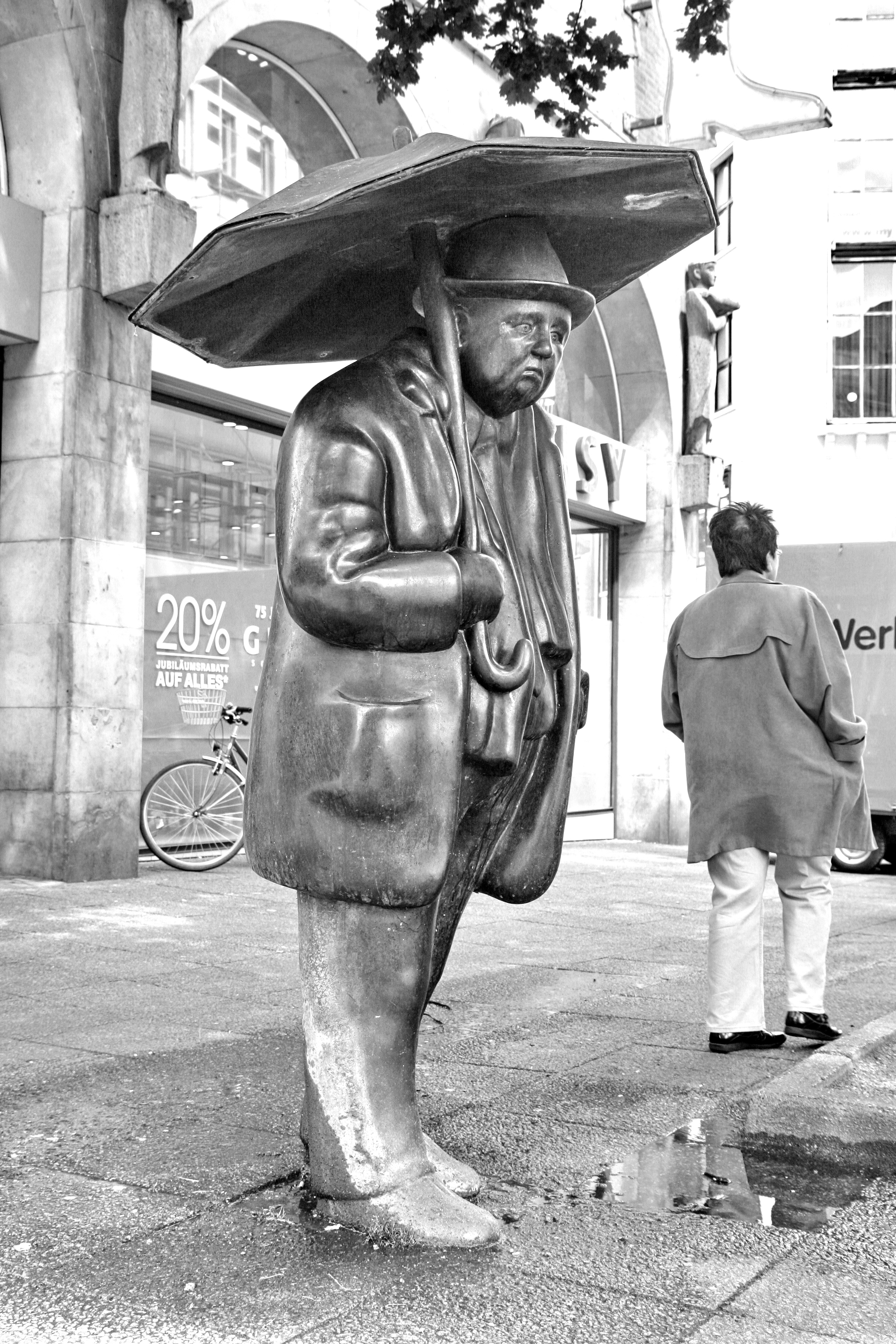
Der Regenmann
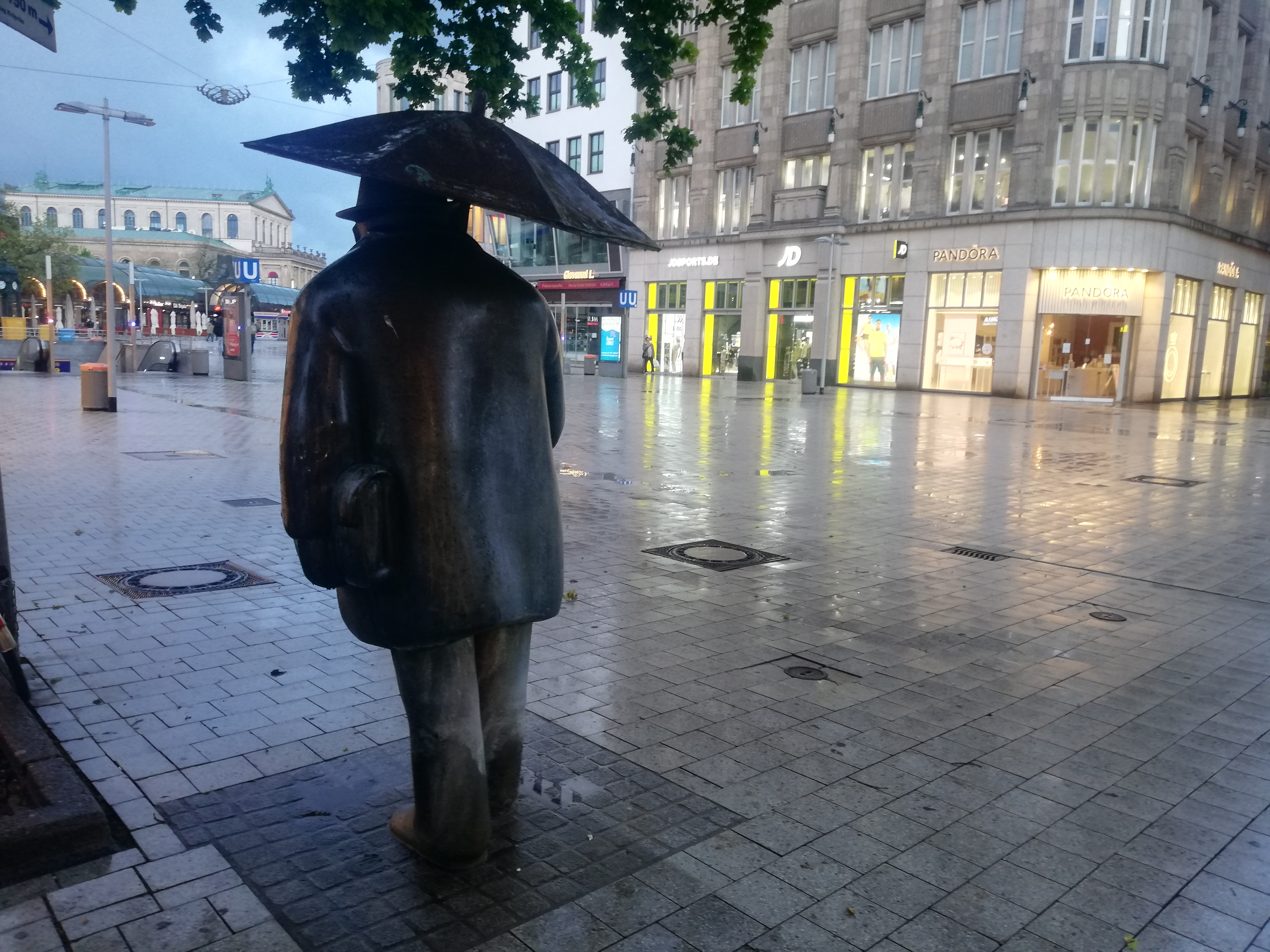
Blick zum Kröpcke und Opernhaus